# فیروزکوه (غور)
فیروزکوهکه، به نام‌های چغچران و آهنگران نیز شناخته می‌شود؛ شهری در غرب افغانستان و مرکز استان غور است. این شهر در زمان فرمانروایی غوریان، پایتخت افغانستان فعلی بود. فیروزکوه با بیش از ۱۵٬۰۰۰ نفر جمعیت، ۲۲۵۰ متر از سطح دریا ارتفاع دارد. این شهر در کنارهٔ جنوبی هریرود واقع شده و با شهر هرات ۳۸۰ کیلومتر فاصله دارد. فرودگاه فیروزکوه در شمال‌خاوری شهر قرار دارد.
اکثر باشندگان این شهر را تاجیک ها تشکیل می دهند.

## پیشینه

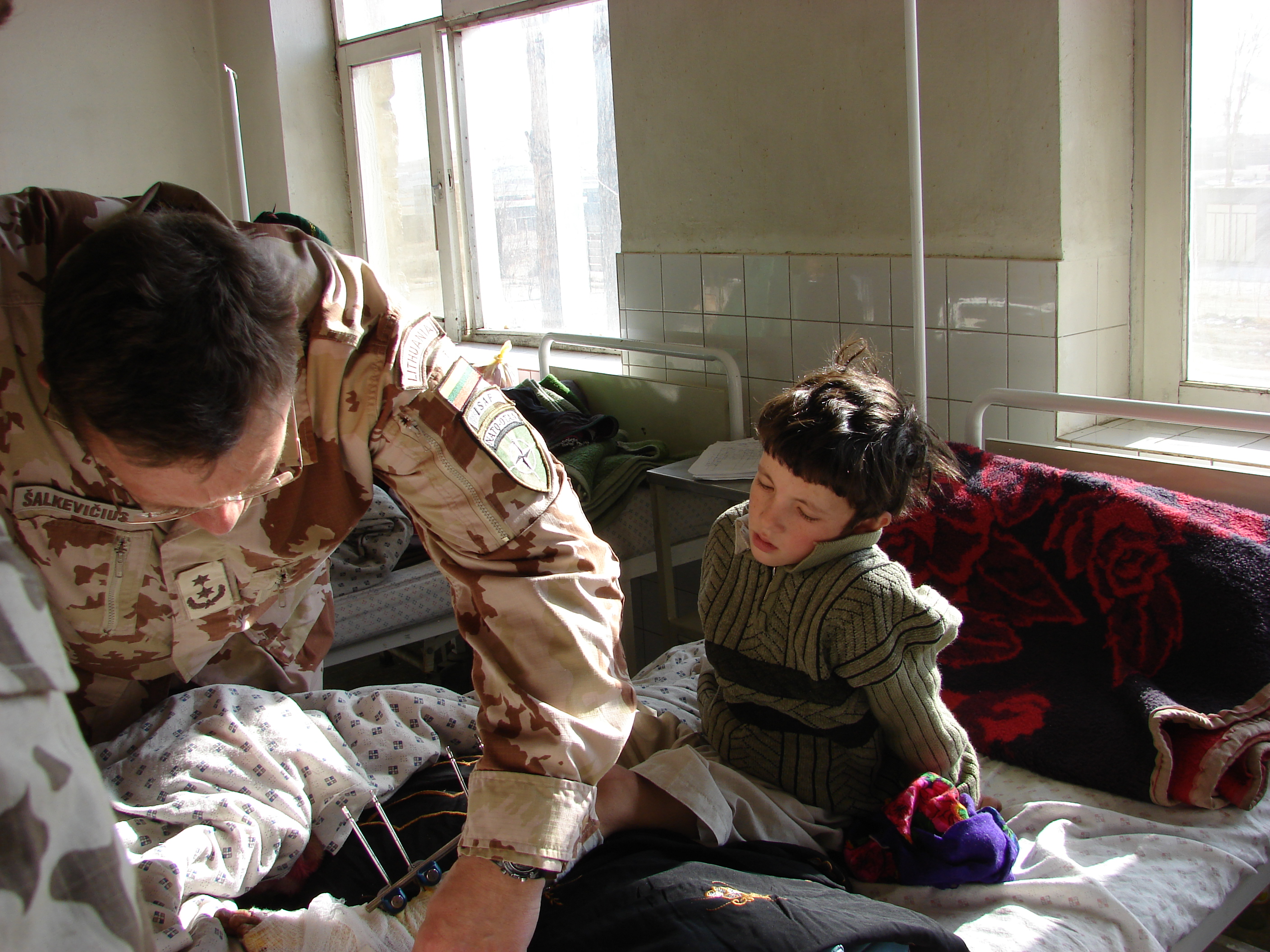
یک پزشک لیتوانیایی در حال بازدید از یک بیمار در بیمارستان چغچران (فیروزکوه)

شهر فیروزکوه در سال‌های ۵۴۰–۵۴۴ ه‍.ق توسط سلاطین غوری ساخته شده و حدود صد سال مرکز فرمانروایی امپراتوری غوری‌ها بوده‌است.
شهر فیروزکوه پیش از این به نام چَغْچَران یاد می‌شد که آغاز بناهای شهری در آن از سال ۱۹۶۳ شروع شده‌بود، که نظر به پیشنهاد فرهنگیان و جوانان استان غور و با همکاری ریاست اطلاعات و فرهنگ این استان به تاریخ ۱۳۹۳/۲/۱ خورشیدی جلسهٔ شورای وزیران افغانستان تحت ریاست حامد کرزی رئیس‌جمهوری اسلامی افغانستان تغییر نام مرکز غور را از «چَغچَران» به «فیروزکوه» با در نظرداشتِ پیشینهٔ تاریخی آن تصویب نمودند.

## اطلاعات بیشتر

### آب و هوا و وضعیت طبیعی
شهر فیروزکوه مرکز استان غور می‌باشد و دارای آب و هوای قاره‌ای گرم و مرطوب تابستانی با زمستان‌های برفی و تابستان‌های گرم و خشک است. بارندگی کم است و بیشتر در زمستان و بهار می‌بارد. میانگین متوسط بارندگی در شهر فیروزکوه به‌طور متوسط بین ۲۱۰ تا ۲۵۰ میلی‌متر در سال متغیر است
این شهر به ارتفاع ۲٬۲۵۰ متر از سطح دریا بلند واقع گردیده‌است.

### تاریخچه
پیش‌تر چَغْچَران نامیده می‌شد اما در سال ۱۳۹۳ ه‍.ش به فیروزکوه تغییر نام یافت. هدف کلی ازین نامگذاری، احیای نام مرکز پادشاهان غوری‌ها همانا فیروزکوه تاریخی بوده‌است که بالای مرکز کنونی غور گذاشته شد.
شهر فیروزکوه در میان کوه‌های مشهور سیاه‌کوه و سفیدکوه که از شرق به غرب امتداد یافته‌است، قرار دارد و دریای خروشان هریرود از میانهٔ آن می‌گذرد. هرچند محدودهٔ عمومی فیروزکوه وسیع و با استان‌های همجوار و شهرستان‌های این استان پیوند دارد، اما حدود موجودهٔ ساحهٔ شهرداری نیز رو به گسترش می‌باشد و به نسبت اینکه مردم روستاهای مرکز و شهرستان‌ها علاقهٔ فراوان به زندگی شهری پیدا نموده‌اند، هر روز ساحهٔ آن گسترش یافته و به روستاهای نزدیک حومه‌های شهر وصل می‌شود.
هرچند تا هنوز پلان پنجم شهری تطبیق گردیده‌است و قرار است پلان ششم در محل کنونی و شهرک نو در قسمت حوض مرغان نیز به مرحلهٔ اجرا قرار گیرد. ولی در گذشته‌ها به نسبت نبود افراد مسلکی برای پیش‌برد درست مسؤولیت خویش، توسعهٔ کیفی شهری وجود نداشته‌است، لذا این ساحهٔ شهر فاقد جاهای تفریحی منظم، نبود محل برای اعمار اماکن علمی و اجتماعی و سایر ضروریات عامه می‌باشد. و در کنار آن در گذشته، بسیاری از موقعیت‌های مهم و عامه نیز به نفع افراد و اشخاص توزیع گردیده‌است. اما ناگفته نباید گذاشت که درین اواخر تلاش‌هایی برای ایجاد پارک‌های کوچک و برخی محلات عام‌المنفعه انجام شده که به نسبت تقاضای شهروندان موجود، به هیچ صورت کافی نیست. و نیاز به فعالیت‌های بیشتری در این عرصه می‌باشد.

## تیمور و غوریان
وقتی تیمور از بیرجند به سوی جنوب براه افتاد در یک منزلی بیرجند بود که ارتباط جلوداران قشون وی با او قطع شد. او خود می‌گوید که می‌دانستم اتفاقی برای طلایه من افتاده که نتوانستند گزارش دهند، به همین سبب گروهی را مأمور کشف واقعه نمودم و آنها گزارش دادند تمام سربازان طلایه به قتل رسیدند و هر چه داشتند به یغما رفته‌است. طلایه من بهترین سربازان تعلیم دیده بودند و قتل تمامی شان، خبر از دشمن خطرناک را می‌داد؛ دستور دادم اردو بزنند.
تیمور امر کرد حاکم بیرجند را نزد او بیاورند و وی از او دربارهٔ قاتلان سربازان‌اش پرسید. حاکم بیرجند در پاسخ گفت کسی جرئت حمله به سربازان تو در این حدود را ندارد و احتمالاً خارجی می‌باشند، اجازه بده به قتلگاه روم تا بگویم قاتلان کیستند. پس از مراجعت حاکم بیرجند به تیمور گفت سربازان تو را پادشاه کشور غور به قتل رسانیده و او معروف به ابدال کلزائی می‌باشد. تیمور می‌گوید: پرسیدم غور کجاست، گفت مملکت وسیع بین هرات و کابل است.
از وی پرسیدم احتمالاً کلزایی‌ها از یک راه نزدیک به اینجا آمده‌اند و اگر من بخواهم به هرات و سپس غور بروم راهم طولانی خواهد شد، راه نزدیکتر کدام است؟ حاکم بیرجند گفت تو می‌توانی از اینجا به اسکندر (قندهار) و سپس به غور بروی. اما از این سفر صرف‌نظر کن چون غوریان مردان متهور و بی‌باک هستند و با تلوار می‌جنگند و کرسی شان شهر فیروزکوه است که پدران ابدال کلزایی آنرا ساخته‌اند و اگر تو ده سال تمام آنرا محاصره نمایی قادر به تصرف آن نخواهی شد.
پرسیدم غوریان چگونه مردمی هستند؟ پاسخ داد: آنها در وقت جنگ تا آخرین نفر از سربازان حریف را به قتل می‌رسانند، همان‌طور که جلوداران قشون تورا تا آخرین نفر به قتل رسانیدند. آنها بلند قامت و قدرتمند هستند و پدران شان در گذشته حتی بر هندوستان دست می‌انداختند.
من به قتلگاه رفتم و دیدم ۲۵۰ سرباز طلایه من طوری به قتل رسیده‌اند که نشان می‌داد غافلگیر شده‌اند و این موضوع حایز اهمیت است چون طلایه را به جلو می‌فرستند تا دشمن را شناسایی کند و خود غافلگیر نشود و اگر طلایه من غافلگیر شده‌است معلوم می‌گردد که خصم هوشیار و زرنگ است و می‌داند چگونه یک قشون را بدام بیندازد.
دستور دادم حاکم بیرجند چند ردزن به‌من بدهد تا جای نعل اسبان سربازان غوری را تعقیب کنیم. ردزن‌ها تا ۲۵ فرسنگ جای نعل اسبان را تعقیب نمودند و معلوم شد آنها به اسکندر نرفته‌اند و مستقیماً به‌سوی فیروزکوه می‌روند. من نمی‌توانستم قشون خودرا مستقیماً به فیروزکوه ببرم چون راه آن آذوقه کافی را برای سربازانم نداشت و همچنان نمی‌توانستم توهین و خیره‌سری ابدال کلزائی را بدون جواب بگذارم پس به اسکندر رفتم و آنجا پوستین و نمد بسیار خریداری کردم؛ در ضمن بلدهای جدیدی هم استخدام کردم، آنها به من گفتند فیروزکوه سردسیر است و سربازانت از شدت برف و سرما معذب خواهد شد. من گفتم آتش روشن خواهم کرد آنها با دیده شک و تردید به‌من می‌نگریستند و فکر می‌کردند منظورم از آتش هیزم می‌باشد حال آنکه منظور من از آتش باروت بود.
چند روز بعد شهر فیروزکوه نمایان گردید، وقتی من شهر را دیدم متوجه شدم که آنرا برای جنگ ساخته‌اند چون تمام مختصات یک دژ جنگی را دارا است. شهر بالای تپه واقع شده و راه آن سر به‌بالا است که برای اطفال و پیرزنان اشکال دارد. حصار شهر از سنگ تراشیده درست شده و سنگتراشی در اینجا هنر محلی است که از پدران به پسران منتقل می‌گردد و من فکر می‌کنم اجداد آنها بت‌های بزرگ بامیان را تراشیده و سپس هنر خود را به اخلاف خود منتقل کرده‌اند.